# 達拉菲拉山
13°47′27″N 40°33′16″E / 13.79083°N 40.55444°E
達拉菲拉山是埃塞俄比亞的火山，位於該國東北部阿法爾州，屬於複式火山，海拔高度578米，最近一次火山爆發在2008年11月3日發生。